# Joint Direct Attack Munition
Joint Direct Attack Munition (česky společná munice pro přímý útok) nebo zkráceně JDAM je naváděcí souprava, která přeměňuje neřízené gravitační pumy neboli „hloupé bomby“ na přesně naváděnou munici použitelnou za každého počasí. Bomby osazené JDAM jsou naváděny integrovaným inerciálním naváděcím systémem (INS) kombinovaným s GPS, což jim poskytuje přesnost CEP na 5 m. V případě rušení GPS lze samotným inerciálním naváděním dosáhnout přesnosti na 30 m. Volitelně lze dosadit i jednotku laserového navádění, která dále zvyšuje přesnost zásahu a umožňuje lépe cílit na pohyblivé cíle. Sadou JDAM lze osadit pumy v hmotnosti od 500 do 2 000 liber, tedy přibližně 230–910 kg.
Naváděcí systém JDAM byl společně vyvinut Letectvem Spojených států a Námořnictvem Spojených států, což je důvod pro anglické slovo „joint“ (společný) v názvu munice. Když je sada JDAM instalována na bombu, dostane výsledná munice identifikátor GBU (z anglického Guided Bomb Unit) a číslo, který nahrazuje označení „základní“ pumy řady Mark 80 nebo alfanumerické označení BLU (z anglického Bomb Live Unit) „hloupé“ pumy, na níž byla sada JDAM instalována.
Ačkoliv je v běžné řeči akronym JDAM někdy používán k označení kompletní munice, fakticky jde pouze o doplňující sadu, která se instaluje na různé typy munice. Klíčovými součástmi sady JDAM jsou ocasní část s aerodynamickými ovládacími plochami, stabilizační plochy a kombinovaný naváděcí systém INS/GPS případně doplněný o laserové navádění.
K roku 2024 bylo vyrobeno více než 500 tisíc sad s naváděním GPS/INS a více než 50 tisíc sad s laserovým naváděním. JDAM jsou od zavedení do výzbroje rutinně nasazovány v bojových operacích a používá je velké množství zemí, nejvíce rozšířené jsou u členů Severoatlantické aliance.

## Historie

### Vývoj
Bombardovací kampaň amerického letectva během operace Pouštní bouře byla méně účinná, než se původně uvádělo, a to zčásti proto, že letectvo nemělo k dispozici žádné naváděné bomby, které by byly schopné přesného působení za všech druhů počasí. Laserové vyhledávače na bombách Paveway se sice ukázaly být výjimečně přesné za jasných podmínek, ale v podmínkách intenzivního polétavého prachu, kouře, mlhy nebo oblačnosti měly potíže udržet kontakt s laserovým označením cíle. Výzkum, vývoj, testování a hodnocení „přesně naváděné munice pro nepříznivé počasí“ proto začal hned v roce 1992. Bylo zvažováno několik návrhů, včetně na svou dobu odvážného konceptu využívajícího navádění GPS.

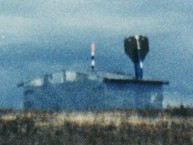
První letová zkouška první GPS naváděné pumy vyústila 10. února 1993 v přímý zásah cíle na Eglinově letecké základně.

V té době bylo satelitů GPS relativně málo a myšlenka použití satelitní navigace pro navádění zbraní v reálném čase se tak jevila jako kontroverzní a nebyla v praxi vyzkoušena. K identifikaci technického rizika spojeného s naváděním zbraní kombinací INS/GPS proto vytvořilo americké letectvo na počátku roku 1992 na Eglinově letecké základně program nazvaný „JDAM Operational Concept Demonstration“ (OCD). Pro program byly najaty společnosti Honeywell, Interstate Electronics Corporation, Sverdrup Technology a McDonnell Douglas, které měly 46. testovacímu křídlu USAF demonstrovat do jednoho roku funkční koncept GPS naváděné munice. Výsledkem tohoto programu bylo osazení řízené pumy GBU-15 naváděcí sadou INS/GPS. První ostrý shoz z F-16 proběl 10. února 1993 na cíl vzdálený 27 km. Dalších pět testů bylo provedeno v různých povětrnostních podmínkách, nadmořských výškách a vzdálenostech. Testy ukázaly přesnost této prvotní varianty na 11 m CEP.

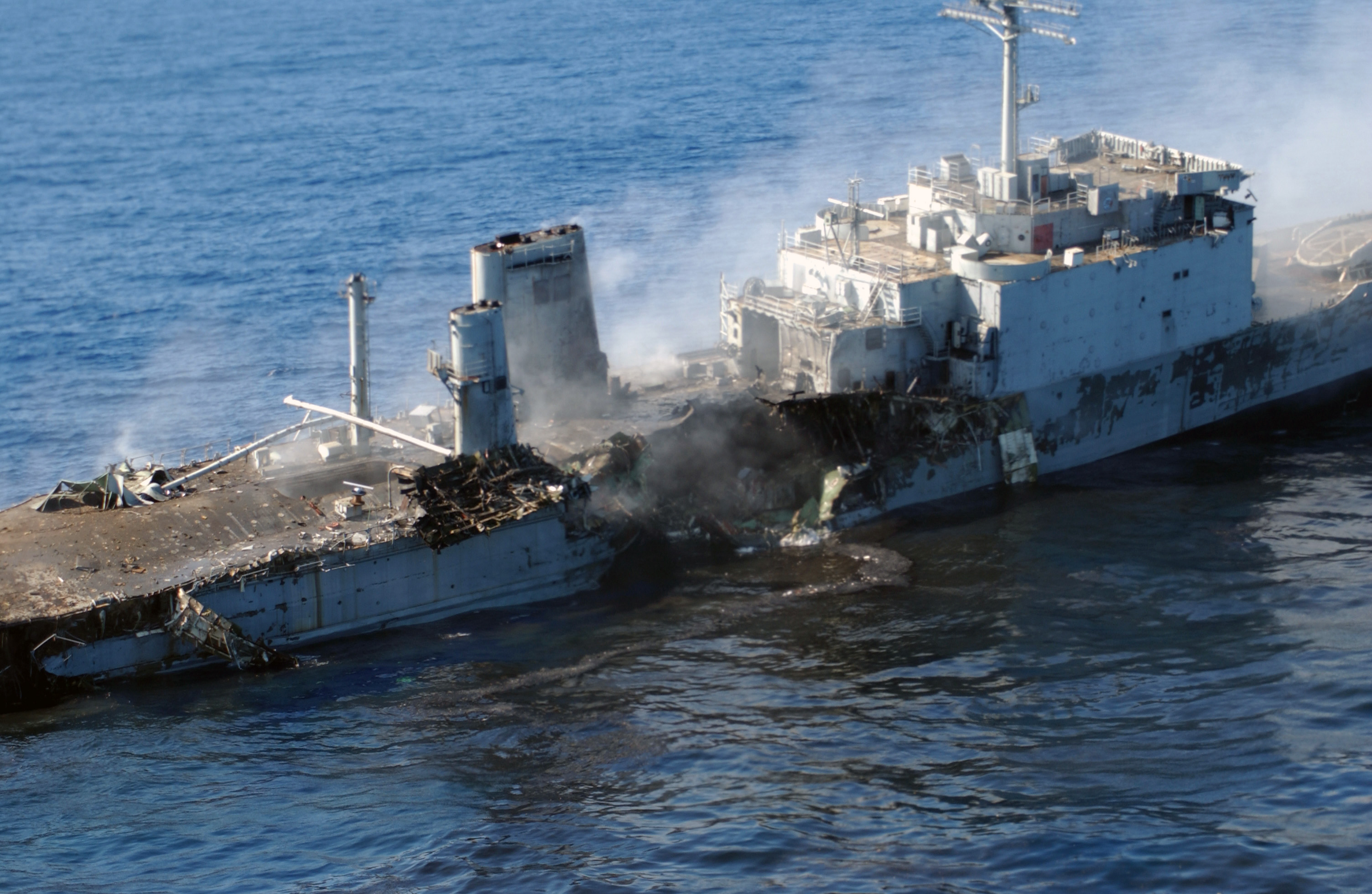
Vyřazená USS Schenectady po zásahu sedmi 2 000librovými bombami s kitem JDAM během cvičení USAF v listopadu 2004.

První soupravy JDAM byly letectvu dodány v roce 1997, vojskové zkoušky byly provedeny v letech 1998 a 1999. Během testování bylo vypuštěno přes 450 bomb osazených JDAM, které dosáhly spolehlivosti přesahující 95 % s deklarovanou přesností pod 10 m CEP. Testovány byly shozy jak v optimálních podmínkách, tak v „operačně reprezentativním prostředí“ jako je oblačnost, déšť a sníh. K zhoršení přesnosti nedošlo ani za těchto podmínek. Testovány byly také hromadné shozy desítek bomb s individuálním zacílením každé pumy.

### Prvotní bojové nasazení

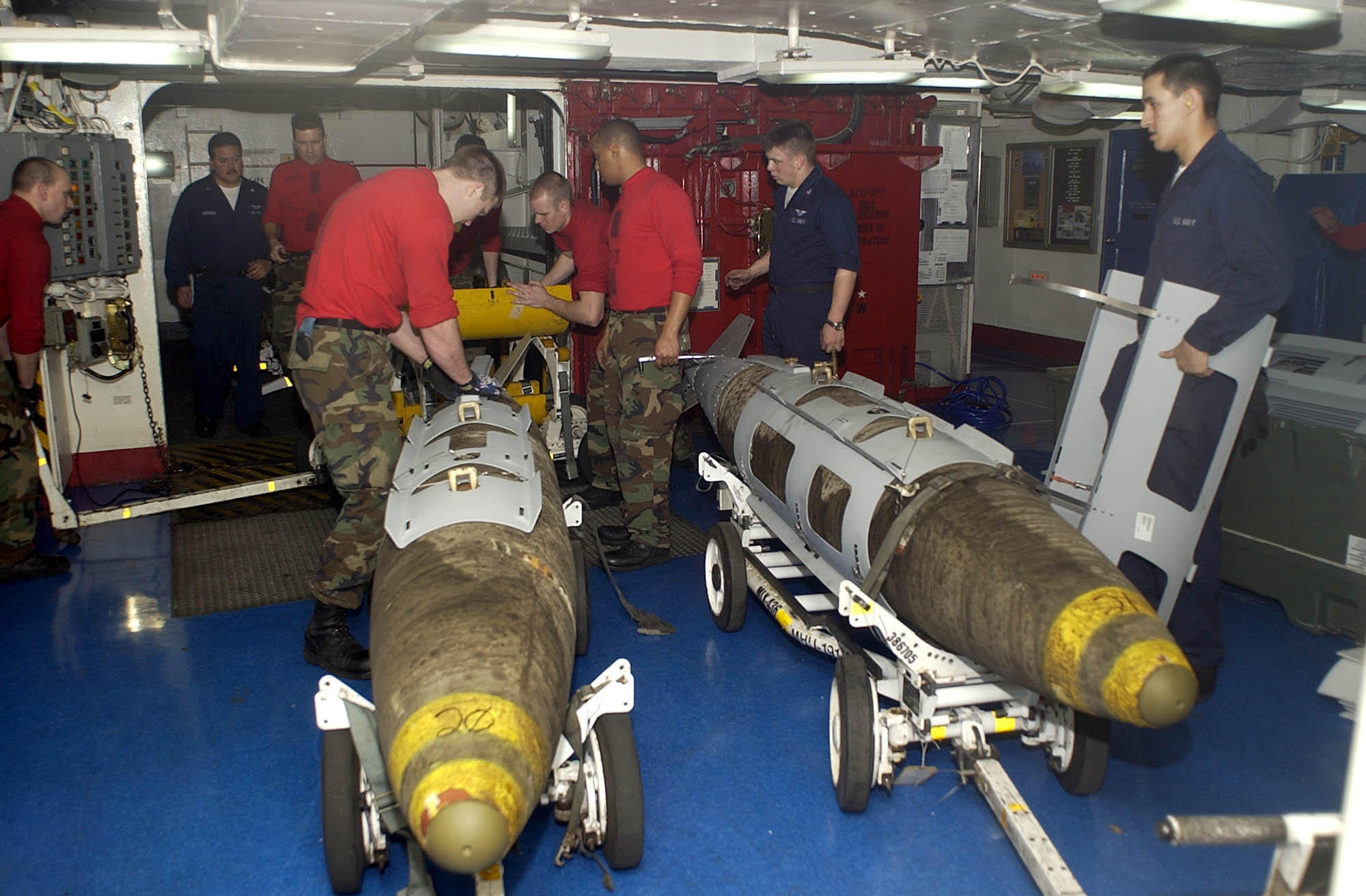
Američtí námořníci instalují sadu JDAM na palubě letadlové lodi USS Constellation, březen 2003.

JDAM zažily svůj bojový debut během operace Spojenecká síla, kde byly shazovány z taktéž poprvé bojově nasazeného stealth bombardéru B-2 Spirit. Bombardéry B-2 během třicetihodinových okružních letů z Whitemanovy letecké základny v Missouri svrhly na srbské pozice v Jugoslávii více než 650 JDAM. Článek publikovaný v Acquisition Review Journal v roce 2002 uvádí, že „během operace Spojenecká síla B-2 vypustily 651 JDAM s 96% spolehlivostí a zasáhly 87 % zamýšlených cílů...“ Vzhledem k operačním úspěchům této prvotní verze JDAM se program rozšířil na 500librové (230kg) pumy Mark 82 a 1 000librové (450kg) pumy Mark 83, pro něž se sady JDAM začaly vyvíjet koncem roku 1999. V důsledku poznatků z Operace Trvalá svoboda a Operace Irácká svoboda si vyžádalo americké námořnictvo a americké letectvo další vylepšení souprav, jako bylo zvýšení přesnosti GPS a doplnění přesného laserového vyhledávače pro navádění v terminálních fázích letu proti pohyblivým cílům.

## Vlastnosti

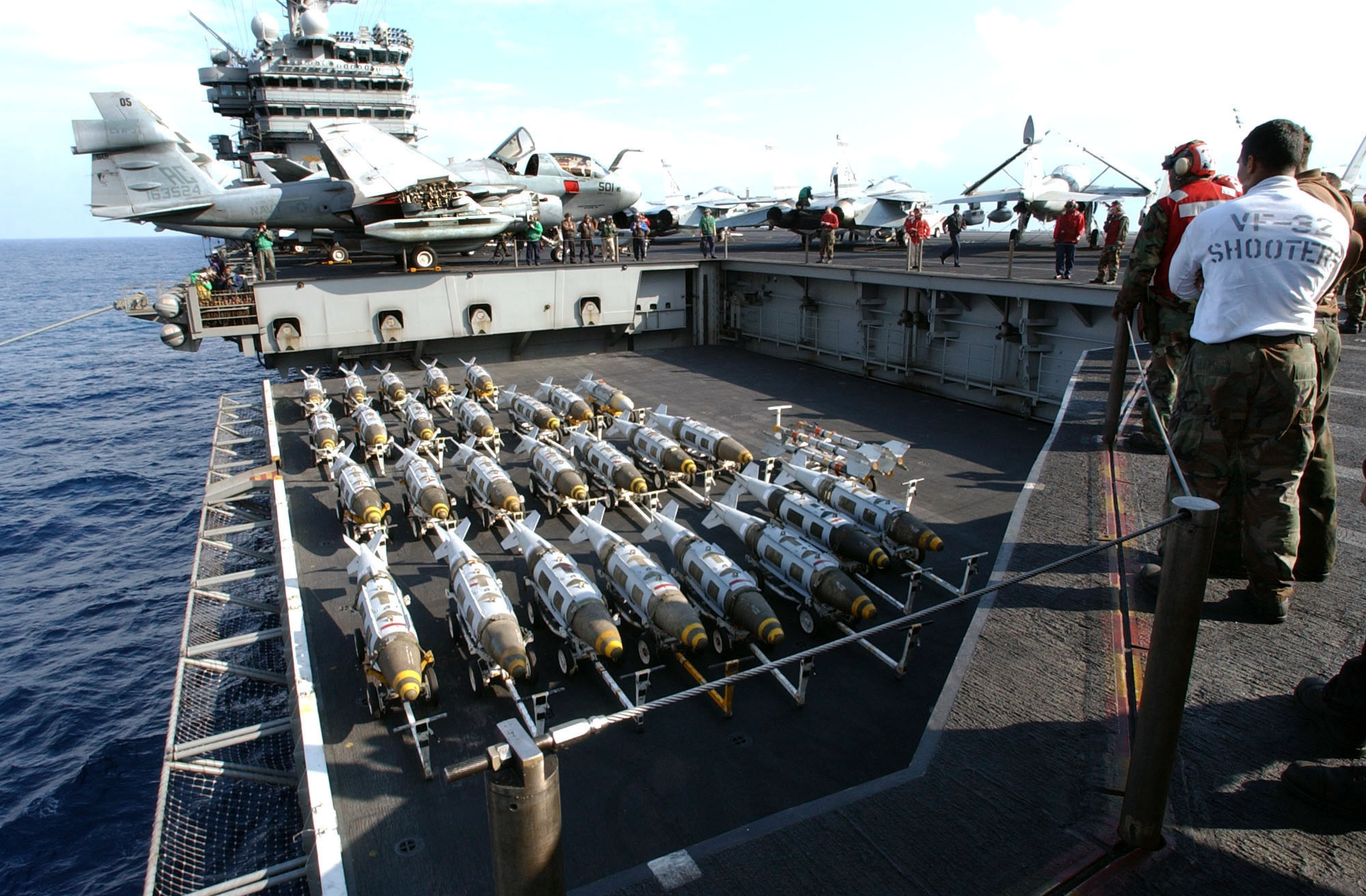
JDAM (GBU-31) připravené na palubě letadlové lodi USS Harry S. Truman během operace Irácká svoboda

Bomby osazené JDAM jsou ve srovnání s alternativami, jimiž jsou zejména střely s plochou dráhou letu, poměrně levné. Původní odhad ceny byl 40 000 USD za kus, nicméně nakonec se povedlo vysoutěžit sériové dodávky od McDonnell Douglas (později sloučen s Boeingem) za cenu 18 000 USD za kus. V roce 2021 americké letectvo nakupovalo komplety JDAM za průměrnou cenu 21 000 USD, do níž jsou započteny i dražší verze s laserovým naváděním. Připočíst je však nutno ještě cenu základních pum, jejichž jednotková cena se pohybuje od 4 000 USD za 500lb Mark 82 po 16 000 USD za 2 000lb Mark 84. Pro srovnání, řízená střela JASSM s 1 000lb hlavicí ve stejné době stála 1,26 milionu dolarů za kus.
Navádění letecké pumy osazené JDAM je zajišťováno pohyblivými aerodynamickými plochami v ocasní části, přičemž data o poloze jsou čerpána z kombinované INS/GPS navigační jednotky. Navigační systém je aktivován při separaci od letounu, během níž jsou zároveň JDAM předány aktuální vektory polohy a rychlosti ze systémů letadla. Po uvolnění z letadla se už JDAM autonomně naviguje na určené cílové souřadnice v režimu fire-and-forget. Souřadnice cíle mohou být zadány už před vzletem, manuálně změněny posádkou letadla za letu před uvolněním zbraně, nebo automaticky předány datalinkem z palubního zaměřovacího zařízení, jakým jsou např. zaměřovací kontejnery LITENING II nebo Sniper. V optimálních podmínkách s dostupným signálem GPS bude takto JDAM dosahovat přesnosti do 5 m CEP. Pokud je signál GPS rušený nebo jinak nedostupný, JDAM stále bude dosahovat přesnosti do 30 m CEP na základě inerciální navigace.

### Údajná náchylnost na rušení
Právě závislost přesnosti na dostupnosti GPS signálu se v praxi ukazuje asi jako největší problém při použití proti protivníkovi se systémy elektronického boje. Během ruské invaze na Ukrajinu se objevily zprávy, že ruská armáda dokázala v některých případech rušit GPS natolik, že ukrajinským letectvem odhozené JDAM minuly své cíle. Podle údajného uniklého dokumentu Pentagonu jsou JDAM náchylné na rušení komparativně více, než některé jiné typy munice používající tento systém navádění.
Dne 6. června 2023 vydal britský Royal United Services Institute (RUSI) pojednání odborníka na elektronickou válku o rušení JDAM ruskými silami. Článek konstatuje, že ruský EW systém R-330 Žitel dokázal narušit lokální signál GPS i proto, že signály z GPS jsou „v době, kdy urazily 20 200 km ze satelitu na Zem velmi slabé“, takže se „snadno ruší i s poměrně malým výkonem“. Na počátku 21. století americká armáda doplnila JDAM o modul selektivní dostupnosti SAASM a přijímač šifrované vojenské verze GPS M-code, čímž by teoreticky mělo být zajištěno, že JDAM přijímá pouze signály se správným šifrováním a odmítá všechny ostatní signály. Podle odborníka na elektronickou válku citovaného RUSI však navzdory zmíněným krokům ke zvýšení odolnosti proti rušení může intenzivní elektronické rušení v oblasti zabránit přijmutí jakéhokoliv GPS signálu. Ani to sice zcela neznemožňuje použití JDAM, nicméně dojde k poměrně výraznému snížení přesnosti.
Z hlediska protivníka rušícího GPS je však třeba vzít v úvahu, že intenzivní rušení lze poměrně dobře lokalizovat. Lokalizace a ničení ruských EW systémů je také jedním z doporučovaných opatření proti rušení JDAM obsažených v uniklých dokumentech Pentagonu. Ukrajinským silám se skutečně opakovaně podařilo lokalizovat ruské EW systémy a zničit je např. řízenými dělostřeleckými granáty Excalibur nebo raketami GMLRS ze systémů HIMARS.

## Další vývoj a vylepšení

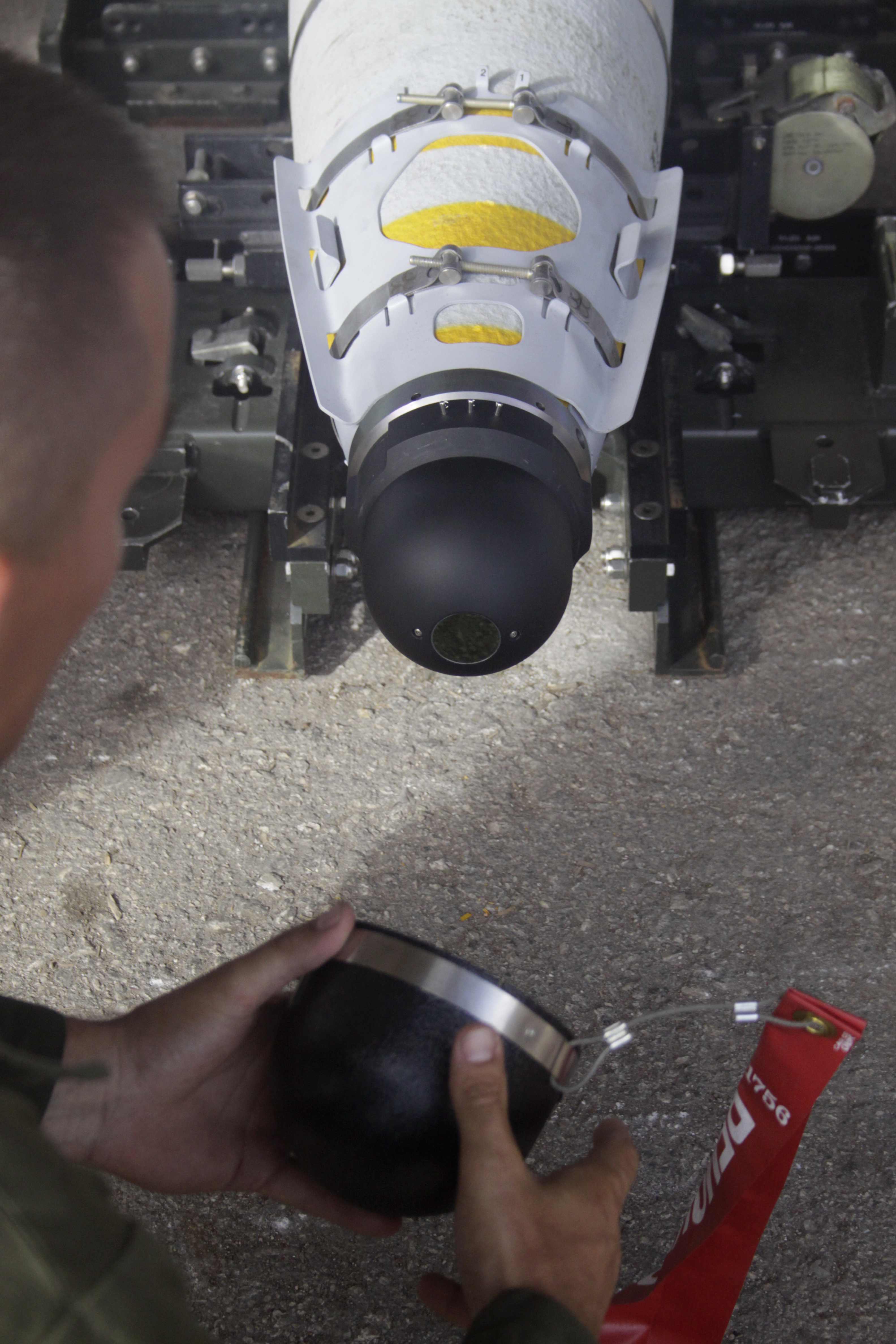
Laserový vyhledávač na GBU-54

Zkušenosti z Operace Trvalá svoboda a Operace Irácká svoboda vedly americké plánovače vzdušných sil k hledání dalších způsobů jak zlepšit schopnosti JDAM, což vyústilo v program umisťující do čelní sekce JDAM laserový vyhledávač pro přesné navedení v terminálních fázích letu. Laser JDAM (LJDAM), jak je tento upgrade znám, byl vyvinut a otestován během necelých 17 měsíců a americké letectvo ho začalo dostávat v květnu 2008. K prvnímu ostrému nasazení došlo v Iráku jen o tři měsíce později. Pumy osazené laserovým vyhledávačem lze použít i v klasickém režimu využívajícím pouze INS/GPS navádění.
V červenci 2008 Německo podepsalo smlouvu s Boeingem na dodání sad LJDAM pro letouny Tornado, čímž se stalo prvním mezinárodním zákazníkem laserové varianty JDAM. Dodávky pro německé letectvo začaly v polovině roku 2009.

### JDAM Extended Range
V roce 2006 australská Obranná vědecká a technologická organizace ve spolupráci s Boeing Australia úspěšně otestovala na Woomera Missile Range prodloužený dolet 500librové varianty JDAM doplněné o v Austrálii vyvinuté pomocné křídlo.
V roce 2009 Boeing oznámil, že společně s jihokorejskou společností TAK vyvine a začne vyrábět sady JDAM s prodlouženým doletem označené jako JDAM ER. Sada měla prodloužit dolet až na 80 km, zachovat přesnost a stát 10 tisíc dolarů za kus. První prototypy vznikly v letech 2010 a 2011.

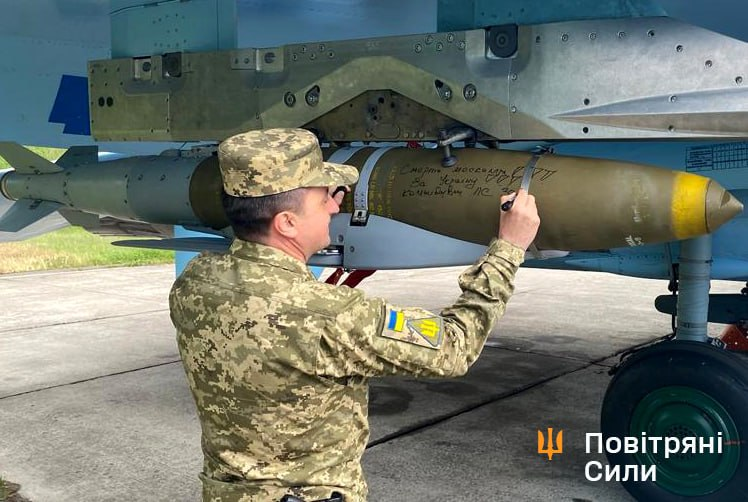
JDAM-ER v podvěsu ukrajinského Su-27, na spodní části jsou vidět složená křídla, která se po odhozu rozloží

Od roku 2013 probíhaly ve spolupráci s australským dodavatelem křídel Ferra Engineering testy JDAM ER pro australské letectvo. Do výzbroje australského letectva byly JDAM ER zařazeny v roce 2015.
Koncem února 2023 bylo oznámeno, že JDAM ER budou poskytnuty ukrajinskému letectvu jako součást jednoho z amerických balíčků poskytovaných během ruské invaze na Ukrajinu. Později se ukázalo, že v době oznámení již byly JDAM ER Ukrajině dodány. Pro ukrajinské účely byly JDAM ER integrovány na sovětské letouny MiG-29 a Su-27, které byly z tohoto důvodu osazeny speciálními zbraňovými pylony, používanými už při integraci AGM-88 HARM.
Mluvčí ukrajinského letectva Jurij Ihnat označil JDAM ER za „extrémně přesné“. Prvním na video zaznamenaným bojovým nasazením JDAM ER se 26. dubna 2023 stal nálet na ruské pozice v Bachmutu.

### Přesné letecké minování

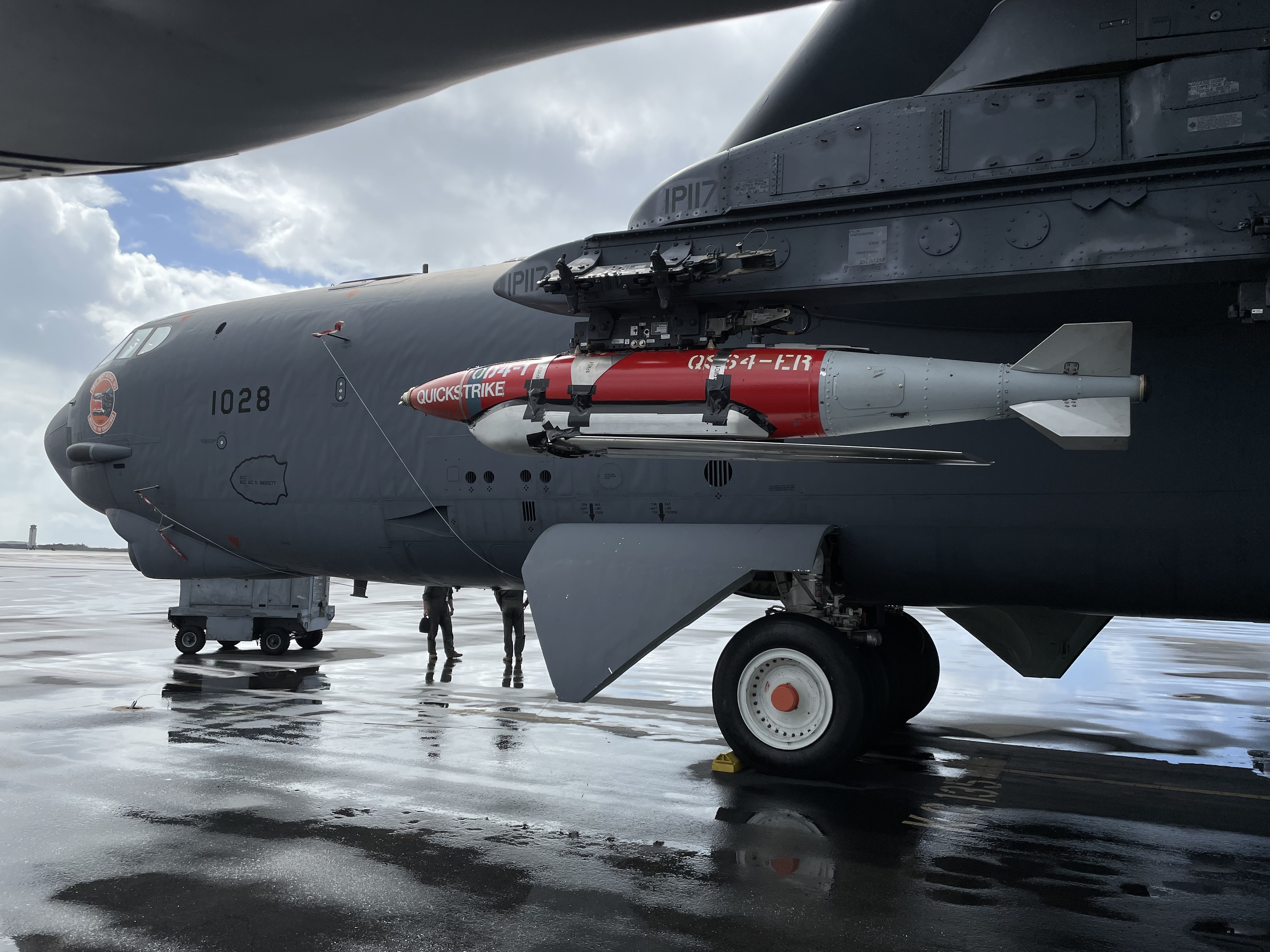
Inertní mina Quickstrike-ER v podvěsu bombardéru B-52

V září 2014 provedlo americké letectvo vůbec první shoz přesně naváděné letecké miny v historii. Šlo o komplet sestávající z námořní miny Quickstrike vybavené soupravou JDAM. Šlo o první výraznou evoluci v leteckém shazování min od druhé světové války a první americký letecký shoz miny od Operace Pouštní bouře, kde letoun A-6 startující z paluby lodi USS Ranger shodil do řeky Khawr Abd Allah 42 námořních min a havaroval. Precizní letecké minování zásadním způsobem zvyšuje efektivitu vytváření minových polí např. v ústích přístavů, neboť lze přesně kontrolovat pozice min, zatímco v minulosti čistě gravitační shoz znamenal nepravidelné rozprostření jen po přibližně vymezené oblasti. Druhou významnou výhodou je bezpečnost letounu provádějícího minování, neboť ten může odhoz provést ve větší výšce a vzdálenosti od cíle, zatímco u klasické metody bylo pro dosažení přijatelné přesnosti nutné létat pomalu a nízko přímo nad cílovou oblastí.
Existují varianty Quickstrike-J v hmotnostních verzích 1 000 lb a 2 000 lb a Quickstrike-ER založené na JDAM ER. Druhá jmenovaná varianta dokáže při shozu z výšky 11 km dopravit 500lb a 2 000lb miny na vzdálenost 74 km. V roce 2022 americké letectvo otestovalo upravenou verzi GBU-31 zvanou „Quicksink“, určenou pro potápění hladinových plavidel.

## Integrace

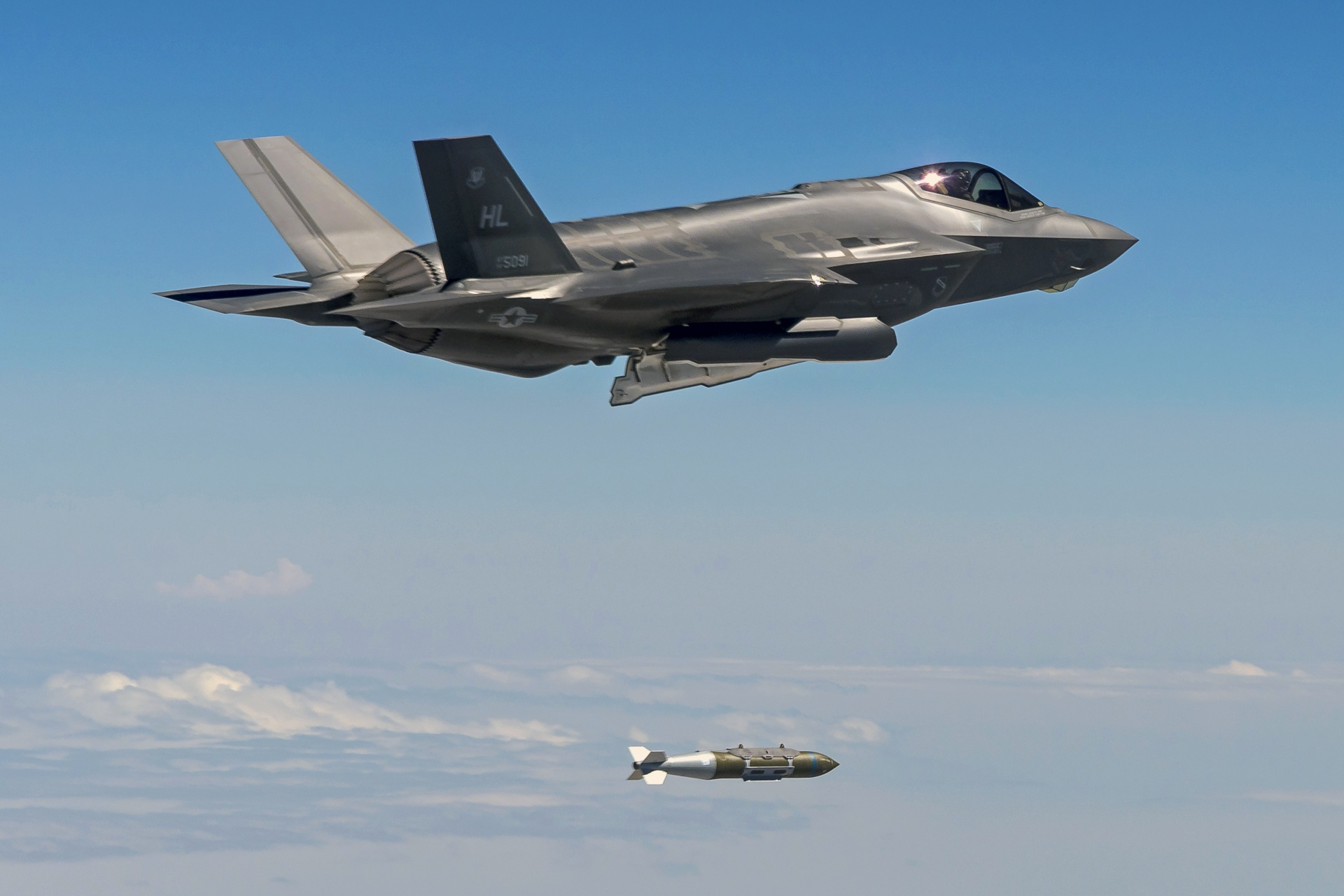
F-35A krátce po shozu JDAM

### Aktuální

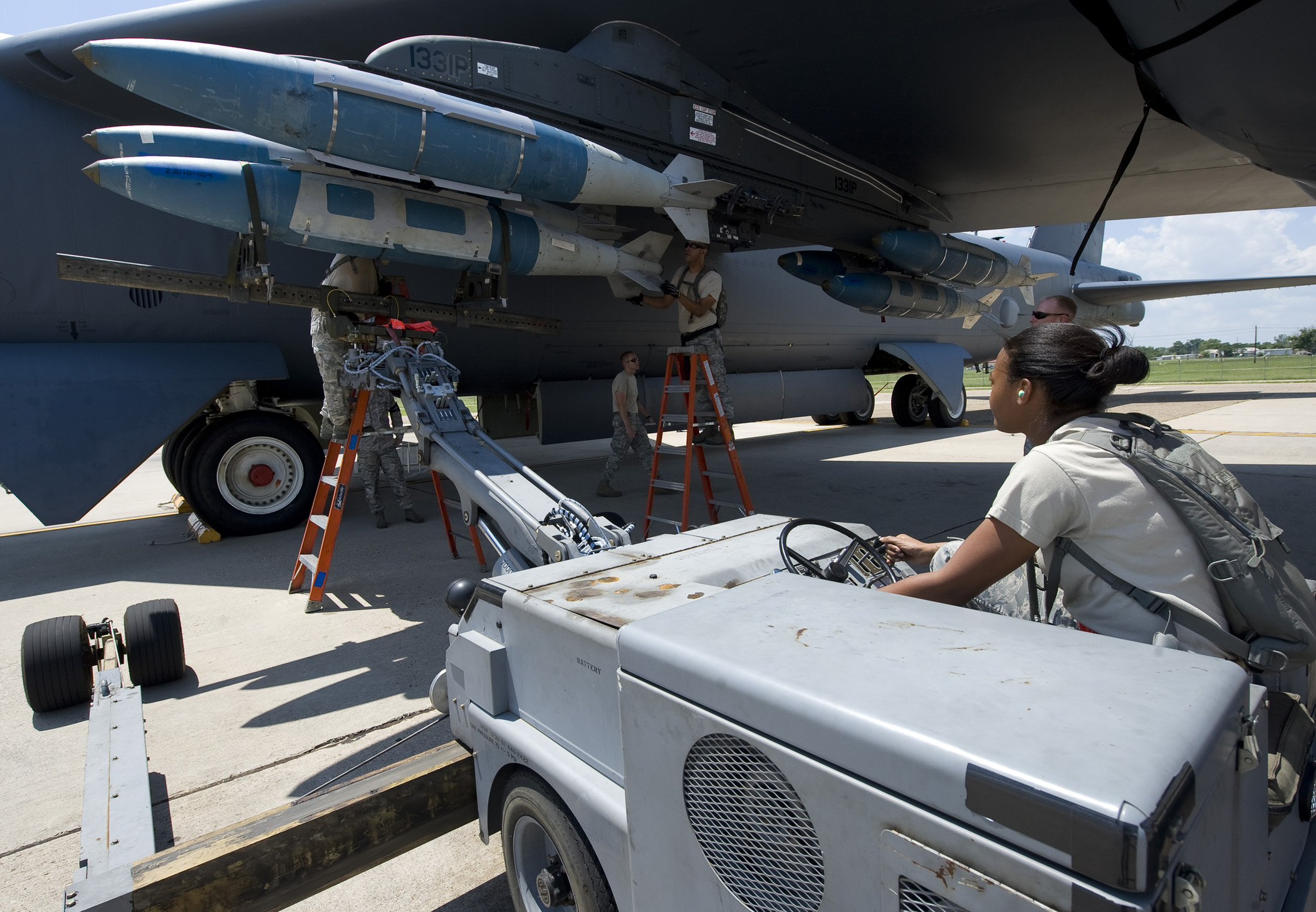
Upevňování JDAM do podvěsu bombardéru B-52 během cvičení v roce 2012

JDAM je aktuálně integrována na letouny:

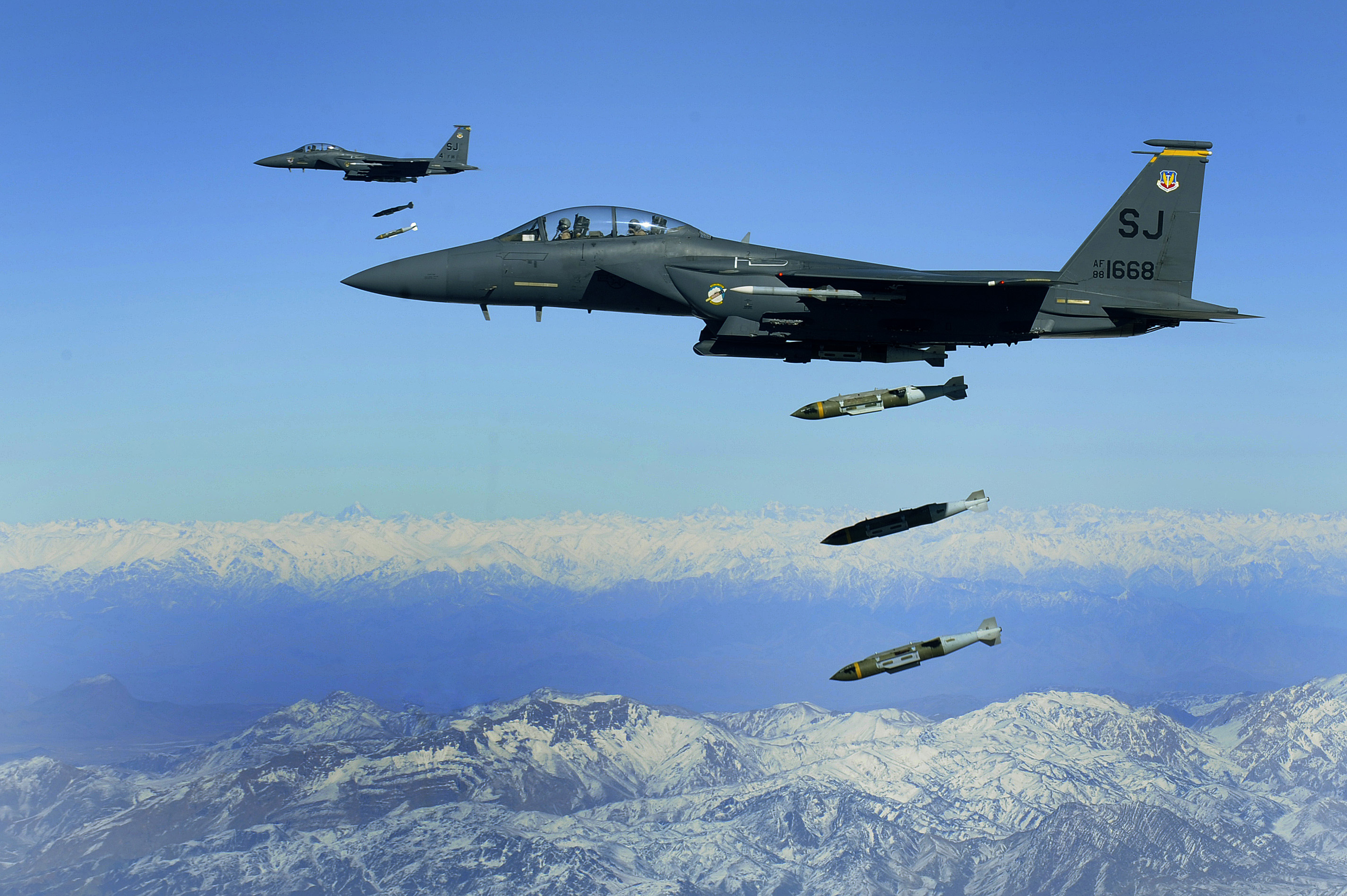
Dvojice amerických F-15E shazuje JDAM na pozice Tálibánců v Afghánistánu, listopad 2009

- AV-8B Harrier II

- A-10 Thunderbolt II
- A-29 Super Tucano
- AMX International AMX
- B-1B Lancer
- B-2 Spirit
- B-52H Stratofortress
- F-15E Strike Eagle
- F-16AM/BM/C/D Fighting Falcon
- CF-18 Hornet
- F/A-18A+/A++/C/D Hornet
- F/A-18E/F Super Hornet
- F-22 Raptor
- F-35 Lightning II
- HAL Tejas
- KAI FA-50
- MQ-9 Reaper
- Mikojan-Gurevič MiG-29
- Mitsubishi F-2
- Panavia Tornado
- Saab JAS 39 Gripen
- Suchoj Su-27

### Dřívější
JDAM byla integrována na následující, z aktivní služby již vyřazené letouny:
- F-14B/D Tomcat
- F-117 Nighthawk
- S-3 Viking

## Uživatelé
- Austrálie[34]
- Belgie[35]
- Bulharsko[36][37]
- Dánsko[35]
- Finsko[38][35]
- Chile[35]

Mapa uživatelů JDAM

- Indie[39] (oznámen pouze nákup, nikoliv dodání)
- Indonésie[40][35]
- Izrael[41][35] (první zahraniční uživatel)
- Itálie[42][43] (částečně vyrobeny licenčně v Itálii v OTO Melara)
- Japonsko[44][35]
- Jižní Korea[35]
- Jordánsko[35]
- Kanada[35]
- Kuvajt[35]
- Malajsie[35]
- Maroko[35]
- Německo[21] (první zahraniční uživatel LJDAM)
- Nizozemsko[35]
- Norsko[45]
- Omán[35]
- Pákistán[35]
- Polsko[35]
- Portugalsko[35]
- Rumunsko[35]
- Řecko[46]
- Saúdská Arábie[47][35]
- Singapur[35]
- Spojené arabské emiráty[35]
- Spojené státy americké
- Španělsko[35]
- Tchaj-wan[48]
- Turecko[35]
- Ukrajina[49][27]

## Specifikace
|                 | GBU-38                     | GBU-54                     | JDAM ER                    | GBU-32                     | GBU-55                     | GBU-31                          | GBU-56                          |
| --------------- | -------------------------- | -------------------------- | -------------------------- | -------------------------- | -------------------------- | ------------------------------- | ------------------------------- |
| Bojová hlavice  | Mark 82                    | Mark 82                    | Mark 82                    | Mark 83                    | Mark 83                    | Mark 84 / BLU-109               | Mark 84 / BLU-109               |
| Hmotnost        | 559 lb (253,6 kg)          | 575–591 lb (260,8–268 kg)  | 498 lb (226 kg)            | 1,015 lb (460,5 kg)        | 1,047 lb (475 kg)          | 2,040–2,120 lb (925,4–961,4 kg) | 2,120–2,135 lb (961,6–968,4 kg) |
| Délka           | 2,352 m                    | 2,38 m                     | Neznámá                    | 3,035 m                    | cca 3,05 m                 | 3,879–3,774 m                   | 3,85 m                          |
| Rozpětí         | 356 mm                     | 431,8 mm                   | Neznámé                    | 498 mm                     | 498 mm                     | 635 mm                          | 642,6 mm                        |
| Rozteč úchytů   | 14" (356 mm)               | 14" (356 mm)               | 14" (356 mm)               | 14" (356 mm)               | 14" (356 mm)               | 14" (356 mm)                    | 14" (356 mm)                    |
| Typ navádění    | GPS, INS                   | GPS, INS, Laser            | GPS, INS                   | GPS, INS                   | GPS, INS, Laser            | GPS, INS                        | GPS, INS, Laser                 |
| Maximální dosah | 24 km                      | 24 km                      | 72,5 km                    | 24 km                      | 24 km                      | 24 km                           | 24 km                           |
| Přesnost (CEP)  | s GPS: 5 m pouze INS: 30 m | s GPS: 5 m pouze INS: 30 m | s GPS: 5 m pouze INS: 30 m | s GPS: 5 m pouze INS: 30 m | s GPS: 5 m pouze INS: 30 m | s GPS: 5 m pouze INS: 30 m      | s GPS: 5 m pouze INS: 30 m      |